# Mutilla europaea
Espèce
Synonymes
- Mutilla coerulans Lepeletier, 1845[1]
- Mutilla notomelas André, 1902[1]

Mutilla europaea, la Mutille européenne, est une espèce d'insectes hyménoptères de la famille des Mutillidae (ou mutillidés), de la sous-famille des Mutillinae. Elle est présente sur l'ensemble de l'Europe, mais est assez localisée.

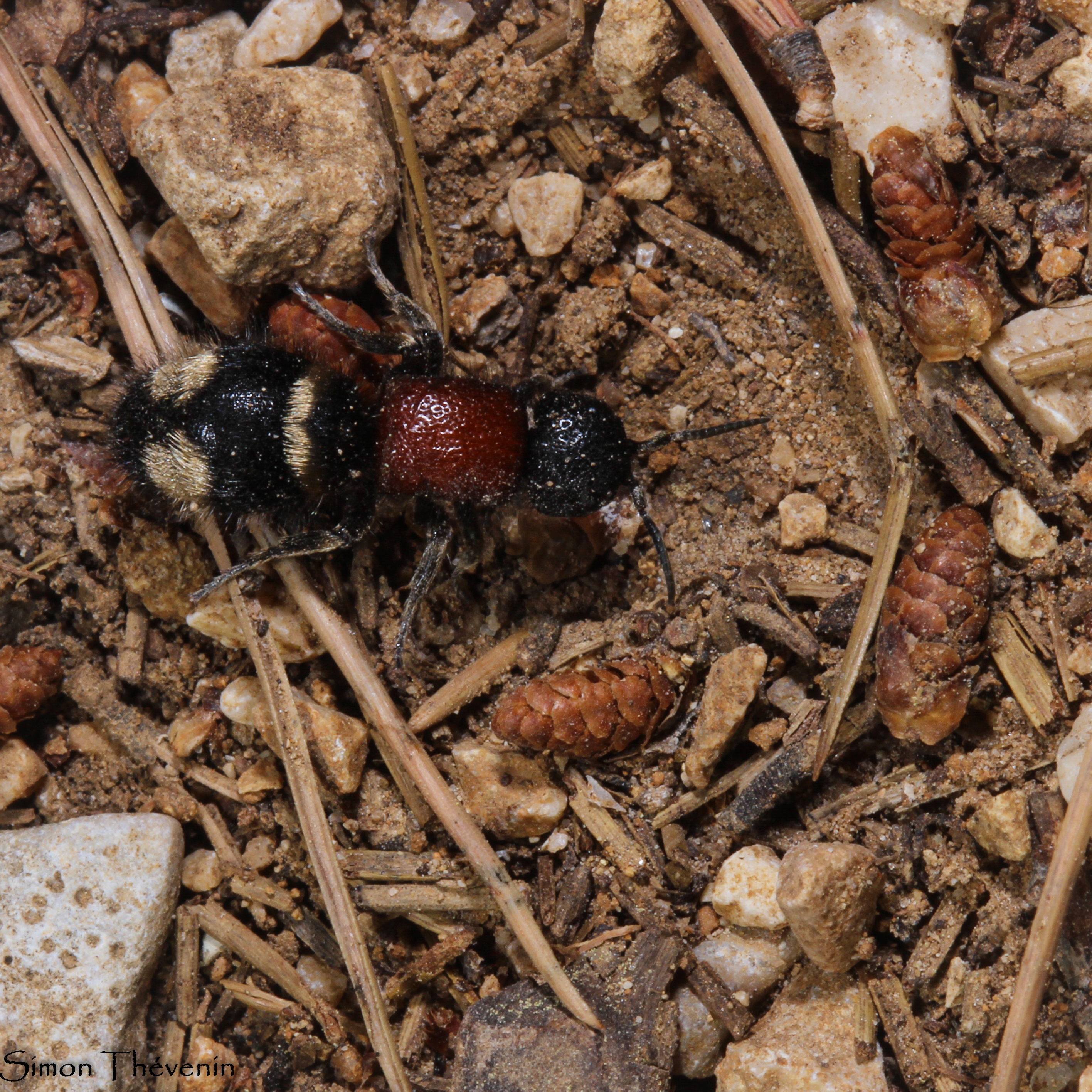
Mutille européenne femelle

Les adultes au corps long d'environ 11 à 17 mm présentent des bandes de poils argentés au niveau de l'abdomen. Mâle ailé, femelle aptère au thorax brunâtre, sans division visible.
La larve de cette espèce parasite les nids de bourdons et se nourrit de leurs larves et de leurs nymphes.
Les adultes sont visibles de juillet à septembre et au printemps.
En cas de dérangement, cette espèce produit une stridulation en bougeant son abdomen. 